# Constand Viljoen

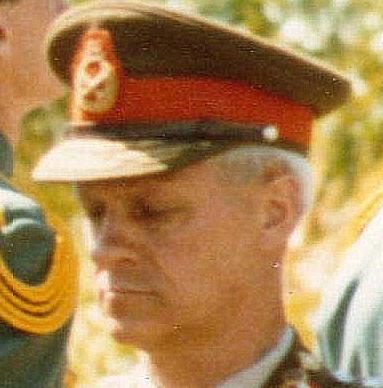
Constand Viljoen als aktiver Militär 1984

Constand Laubscher Viljoen (* 28. Oktober 1933 bei Standerton; † 3. April 2020 in Ohrigstad, Limpopo) war ein südafrikanischer General und Politiker. Er war von 1994 bis 2001 Parteivorsitzender der rechten Vryheidsfront, die einen Volkstaat für die Buren anstrebte.

## Kindheit und Elternhaus
Constand Viljoen kam 1933 auf einer Farm bei Standerton zusammen mit seinem Zwillingsbruder Abraham als Kind von Geesie und Andries Viljoen zur Welt. Seine Eltern unterstützten die Politik von Jan Smuts und dessen South African Party (später die United Party). Constands Vater distanzierte sich vom politischen Geschehen in der Südafrikanischen Union, als Smuts mit den burischen Nationalisten unter Führung von Barry Hertzog zusammenging. Seine Mutter unterstützte lebenslang die Politik von Smuts. Constand Viljoen wuchs in einem Umfeld gemäßigter politischer Haltungen auf.

## Militärkarriere
Im Jahre 1952 trat er der Union Defence Force, später South African Defence Force (SADF), bei. Seine militärische Ausbildung begann Viljoen als Offiziersanwärter (1953 bis 1954) mit einem Studium an der Universität Pretoria, das er mit einem B.Sc. (B. Mil) abschloss.
Im Verlauf seiner militärischen Laufbahn stieg Viljoen schnell auf. Mit dem Dienstgrad Major-General erlangte er 1974 erstmals den Generalsrang. Von 1976 bis 1980 war er Chief of the Army (Chef des Heeres) und von 1980 bis 1985 stand er als Chief of the SADF an der Spitze der gesamten südafrikanischen Streitkräfte.
Während seiner Amtszeit als Oberbefehlshaber erwarb er sich in den Streitkräften und in Teilen der südafrikanischen Bevölkerung hohes Ansehen, da er die Militäreinsätze von operationsnahen Standorten aus befehligte und sich mehrfach nahe der Einsatzorte aufhielt. Dabei überlebte er eine doppelte Minenexplosion in einem Ratel unverletzt, als er sich im Verlauf des Angolanischen Bürgerkriegs etwa 200 Kilometer tief im südangolanischen Raum bewegte, und begleitete luftgestützte Versorgungsmissionen für die Truppen gelegentlich persönlich als Fallschirmspringer.
Als Oberkommandierender der South African Army trat Constand Viljoen in eine hohe militärisch-operative Verantwortung für Militäreinsätze auf ausländischem Gebiet. Nach seiner Beförderung zum Chief of the SADF und mit der politischen Unterstützung des Verteidigungsministers Magnus Malan sowie des Außenministers Pik Botha nahmen die Auslandseinsätze der SADF massiv zu. So unternahmen Truppen der SADF, oft zusammen mit Einheiten der SWATF, Kommandoaktionen von Südwestafrika/Namibia aus auf benachbartes südangolanisches Gebiet. Dabei kamen neben motorisierten Bodentruppen auch Flugzeuge und Luftlandeeinheiten zum Einsatz. Am 23. August 1981 zerstörte ein südafrikanischer Kampfbombereinsatz ein Frühwarnsystem der FAPLA sowie sowjetische Boden-Luft-Raketen im Hafen von Moçâmedes und bei Lubango. Mit Flugblattabwürfen warnte Südafrika das angolanische Militär und die Zivilbevölkerung in Südangola vor weiteren Einsätzen seiner Streitkräfte und Constand Viljoen begründete diese Warnungen öffentlich mit der angolanischen Unterstützung für die SWAPO. Zum Schutz Südafrikas, so Constand Viljoen zu Beginn 1981 in der Presse, dienten auch präventiv begründete militärische Kommandoaktionen auf mosambikanischem Gebiet, von wo aus nach seiner Einschätzung und der anderer Regierungsmitglieder eine terroristische Gefahr ausgegangen sei. An den östlichen Grenzen zu Mosambik und Swasiland waren multiethnische Bataillone der SADF stationiert und die Kontrolle der Region Zululand von der Polizei auf die Armee umgestellt worden. Es folgten 1982 militärische Operationen an den Grenzen von Botswana und Lesotho sowie darüber hinweg, wobei Zivilisten den Tod fanden und in den Nachbarstaaten große Besorgnis aufkam. Constand Viljoen verteidigte das Vorgehen gegen Lesotho auch hier als vorsorgliche Schutzmaßnahme.
Zu den bemerkenswerten Entwicklungen in seiner Zeit als Oberbefehlshaber zählt die fortschreitende Unabhängigkeit Südafrikas von ausländischen Rüstungslieferungen in Folge einer wachsenden einheimischen Rüstungsindustrie auf Grund der sich ausweitenden internationalen Embargomaßnahmen. Constand Viljoen verwies in diesem Zusammenhang auf eine signifikante Zunahme an Erfahrungen mit den verwendeten Waffensystemen im Verlauf der Militäreinsätze, nachdem eine Parlamentskommission Details des in dieser Zeit rasant angestiegenen Verteidigungshaushalts untersucht und kritisch gewertet hatte. Seiner Auffassung nach hatte Südafrika seit 1975 „praktische Lektionen“ erhalten, wie ein Krieg zu führen sei. Das White Paper of Defence von 1982 bescheinigte einen Anstieg der Rüstungsbeschaffungsprogramme durch die sich damals ausweitenden Militäroperationen, was folglich zum extensiven Kapazitätsausbau von Armscor führte.
Die Kritik an der Verwendung von Mitteln des Verteidigungshaushaltes hielt an. Der südafrikanische auditor-general (deutsch etwa: „Rechnungshofpräsident“) A. P. Ellis (1982 bis 1984) kritisierte für den Berichtszeitraum 1982/83 Constand Viljoen in dessen Eigenschaft als Hauptverantwortlichen für die Verwendung des Verteidigungshaushaltes wegen außerplanmäßiger Mehrausgaben in Höhe von 28,4 Millionen Rand. Die eskalierenden Militäroperationen Südafrikas führten weiterhin zu Großeinsätzen in Südangola. Die „Operation Askari“ zwischen dem 6. Dezember 1983 und dem 15. Januar 1984 in Südangola umfasste 2000 Soldaten der SWATF und SADF. Constand Viljoen rechtfertigte den Einsatz als Präventivmaßnahme gegen eine befürchtete Invasion von bis zu 1000 SWAPO-Kämpfern in das von Südafrika beherrschte Südwestafrika/Namibia. Schließlich zogen sich am 17. April 1985 die von Südafrika geführten Militärkräfte aus Angola zurück und nur zwei Platoons verblieben zum Schutz des Calueque-Staudamms und seiner Pumpstation (für den Calueque-Oshakati-Kanal) auf dessen Territorium. Viljoen brachte öffentlich seine Hoffnung zum Ausdruck, dass nun weitere Verhandlungen zwischen Südafrika und Angola aufgenommen werden könnten.
Am 14. Juni 1985 griffen SADF-Spezialkräfte in einer 40-minütigen Operation zehn in Gaborone verstreut liegende Gebäude bzw. Büros an, wobei zwölf Personen den Tod fanden sowie Waffen und Dokumente des ANC beschlagnahmt wurden. Viljoen erläuterte den Überfall auf das Nachbarland in einer Pressekonferenz mit der Erkenntnis, dass von diesen Orten die Planung, Ausbildung, Kontrolle und Versorgung von Operationen Aufständischer gegen Südafrika ausgegangen sei.
Das ihm zur Verfügung gestellte Verteidigungsbudget stieg unter diesen Bedingungen weiter an; vom 1. April 1985 bis zum 31. März 1986 betrug es 4,274 Milliarden Rand, was zum vorherigen Haushaltsjahr einen Anstieg um 519 Millionen Rand darstellte.
Im November 1985 übernahm Johannes Geldenhuys von Constand Viljoen das SADF-Oberkommando.

## Ziviles Leben mit politischem Engagement
Nach seiner militärischen Karriere lebte Constand Viljoen ab 1985 auf seiner Farm bei Ohrigstad, wo Rinderzucht betrieben und Paprika für den Export angebaut wird.
Im Jahr 1993 begannen seine politischen Aktivitäten in Kreisen rechtsgerichteter Burengruppen. Als eine Folge des tödlichen Anschlags auf SACP-Funktionär Chris Hani bildete sich das Committee of Generals, das sich später zu einer Führungsgruppe der Afrikaner Volksfront (AVF) entwickelte. Dieser Kreis stand mit der Konserwatiewe Party (KP) in Verbindung und vertrat die Idee zur Errichtung eines „volkstaat“ der Buren.
Am 6. Mai 1993 nahm Constand Viljoen an einer Großveranstaltung von Farmern aus den Provinzen Transvaal und Oranje-Freistaat im Olen Park Stadium in Potchefstroom teil. Dort wurde von ihm eine Rede über Sicherheitsmaßnahmen zu Gunsten der Farmer erwartet, wofür er schließlich große Zustimmung erhielt. Am nachfolgenden Tag trat die Afrikaner Volksfront unter seiner Führung und an deren Spitze eine Gruppe ehemaliger Generäle aus SADF und SAP in Pretoria zusammen. Daraus ging eine treibende Kraft der rechtsgerichteten Kräfte im damaligen Südafrika hervor. Unter der Losung „Selbstbestimmung der Afrikaner“ entstand ein Exekutivrat, dem der KP-Chef Ferdinand Hartzenberg vorstand. Aus dieser personellen Konstellation entwickelte sich ein kontroverser Dualismus unter den AVF-Mitgliedern, wobei politische Verhandlungen mit den oppositionell zu konservativen Lagern eingestellten Gruppen einerseits oder eine militärische Lösung in der gespannten innenpolitischen Lage andererseits zur Diskussion standen und Constand Viljoen in deren Verlauf eine herausgehobene Rolle spielte. Nach der landesweit kritischen Zuspitzung in Folge des Überfalls auf die Mehrparteienverhandlungen im World Trade Centre von Johannesburg durch eine bewaffnete Gruppe der AWB von Eugène Terre’Blanche plädierte Constand Viljoen für eine Verhandlungslösung, die als Ziel die Errichtung eines neuen und eigenständigen Burenstaates (afrikaans: Volkstaat) auf dem bisherigen Territorium von Südafrika verfolgte.
1994 kam es in der AVF zu weiteren Zerwürfnissen wegen des Auftretens der AWB während der politischen Krise im Homeland Bophuthatswana. Constand Viljoen wurde dabei vorgehalten, dass er ein „politischer Judas“ sei, der im Sinne einer vermeintlichen Allianz von Broederbond/ANC/Nasionale Party/SACP die Buren zur „Schlachtbank“ führe. Daraufhin zog sich Viljoen am 12. März aus dieser Organisation zurück und trat an die Spitze der gerade gegründeten Vryheidsfront (VF). Die von ihm vertretenen Positionen halfen damals, einen Bürgerkrieg zu vermeiden.
Als VF-Vorsitzender verhandelte Constand Viljoen mit der Regierung und dem ANC Möglichkeiten zur Bildung eines „volkstaat“, der mit Südafrika in künftiger ökonomischer Verbindung stehen sollte. Diese Idee bestimmte den VF-Wahlkampf im Jahr 1994, wofür die Partei landesweit 2,2 Prozent erlangte und in der Folge mit neun Sitzen in der Nationalversammlung vertreten war. Constand Viljoen übte sein Parlamentsmandat bis 2001 aus.
Ab 2001 lebte er nach dem Ausscheiden aus der aktiven Politik zurückgezogen auf seiner Farm in Mpumalanga und übergab die Parteiführung an Pieter Mulder. Für Armscor blieb er als Berater weiterhin tätig.
Er starb am 3. April 2020 im Alter von 86 Jahren.

## Persönliches
Constand Viljoen war mit Christina Susanna geb. Heckroodt verheiratet. Aus der Ehe gingen fünf Kinder hervor.